# Abiku
Le terme abiku désigne à la fois un type particulier de possession décrit chez les Yorubas (peuple du Nigeria) et l'esprit, agent de cette possession.

## Description anthropologique
L’existence des enfants abiku (littéralement « nés pour mourir ») chez les Yoruba est décrite de longue date, elle a été l’objet de quelques publications récentes dans ses aspects psychopathologiques et surtout anthropologiques,,.
Le terme abiku est appliqué à la fois à certains esprits qui peuvent venir posséder les enfants, et également aux enfants qui sont habités par ces esprits. Ils encourent un risque vital, celui d'être « rappelés » à la mort. On parle d'abiku dans une famille par exemple, lorsque plusieurs enfants sont morts successivement, on dit alors que c'est le même enfant qui part et qui revient (dans la cosmogonie locale, les enfants sont en fait des ancêtres qui reviennent). Il s'agit pour la famille de pratiquer des traitements traditionnels destinés à éloigner les esprits, à leur faire des offrandes, et à protéger les enfants contre leur retour. De même, si l'enfant abiku meurt, des rites funéraires spéciaux sont à organiser.

## Littérature
- Le roman La route de la faim, de l'écrivain nigérian Ben Okri conte l'histoire d'un enfant Abiku.
- Dans le roman Aké, les années d'enfance[5] de Soyinka, la fille du libraire est une abiku possédant des petites cicatrices sur les joues.